# Eccellenza Liguria 2002-2003
Il campionato italiano di calcio di Eccellenza regionale 2002-2003 è stato il dodicesimo organizzato in Italia. Rappresenta il sesto livello del calcio italiano.
Questi sono i gironi organizzati dal comitato regionale della regione Liguria.

## Squadre partecipanti
| Squadra                    | Città                        | Stadio                   |
| -------------------------- | ---------------------------- | ------------------------ |
| A.C. Albenga               | Albenga (SV)                 |                          |
| U.S. Bolzanetese Virtus    | Genova (GE)                  |                          |
| U.S. Busalla               | Busalla (GE)                 |                          |
| U.S. Casellese             | Casella (GE)                 |                          |
| U.S. Fezzanese             | Fezzano (SP)                 |                          |
| F.B.C. Finale              | Finale Ligure (SV)           |                          |
| U.S. Fo.Ce. Vara           | Follo (SP)                   |                          |
| G.S. Genoa Club Mignanego  | Mignanego (GE)               |                          |
| A.S. Lerici Calcio         | Lerici (SP)                  |                          |
| A.C. Loanesi San Francesco | Loano (SV)                   |                          |
| U.S. Pontedecimo           | Pontedecimo (GE)             |                          |
| A.C. Sammargheritese       | Santa Margherita Ligure (GE) | Stadio Eugenio Broccardi |
| U.S. Sarzanese             | Sarzana (SP)                 |                          |
| F.S. Sestrese 1919         | Sestri Ponente (GE)          |                          |
| U.S. Sestri Levante        | Sestri Levante (GE)          |                          |
| Ventimiglia Calcio         | Ventimiglia (IM)             |                          |

## Classifica finale
|  | Pos. | Squadra              | Pt | G  | V  | N  | P  | GF | GS | DR  |
|  | ---- | -------------------- | -- | -- | -- | -- | -- | -- | -- | --- |
|  | 1.   | Fo. Ce. Vara         | 65 | 30 | 19 | 8  | 3  | 61 | 19 | +42 |
|  | 2.   | Sestri Levante       | 61 | 30 | 18 | 7  | 5  | 51 | 20 | +31 |
|  | 3.   | Pontedecimo          | 61 | 30 | 18 | 7  | 5  | 44 | 22 | +22 |
|  | 4.   | Ventimiglia          | 59 | 30 | 18 | 5  | 7  | 57 | 28 | +29 |
|  | 5.   | Finale               | 54 | 30 | 16 | 6  | 8  | 50 | 24 | +26 |
|  | 6.   | Sarzanese            | 45 | 30 | 12 | 9  | 9  | 31 | 23 | +8  |
|  | 7.   | Busalla              | 45 | 30 | 12 | 9  | 9  | 42 | 40 | +2  |
|  | 8.   | Sammargheritese      | 40 | 30 | 10 | 10 | 10 | 36 | 37 | -1  |
|  | 9.   | Sestrese (*)         | 39 | 30 | 12 | 10 | 8  | 27 | 22 | +5  |
|  | 10.  | Albenga              | 35 | 30 | 7  | 14 | 9  | 42 | 41 | +1  |
|  | 11.  | Loanesi              | 34 | 30 | 8  | 10 | 12 | 38 | 40 | -2  |
|  | 12.  | Bolzanetese          | 33 | 30 | 8  | 9  | 13 | 31 | 40 | -9  |
|  | 13.  | Fezzanese            | 30 | 30 | 7  | 9  | 14 | 26 | 47 | -21 |
|  | 14.  | Genoa Club Mignanego | 23 | 30 | 5  | 8  | 17 | 32 | 54 | -22 |
|  | 15.  | Casellese            | 15 | 30 | 2  | 9  | 19 | 20 | 63 | -43 |
|  | 16.  | Lerici               | 7  | 30 | 1  | 4  | 25 | 20 | 88 | -68 |

## Spareggi

### Spareggio 2º posto
| Squadra 1      | Risultato   | Squadra 2   |
| -------------- | ----------- | ----------- |
| Sestri Levante | 3 - 1 (dts) | Pontedecimo |

| 11 maggio 2003 | Sestri Levante | 3 – 1 (d.t.s.) | Pontedecimo |  |

## Play-off nazionali

### Primo turno
| Arbitro: | Alderuccio (Milano) |

|             |           |                 |
| Piccoli 54’ | Marcatori | 74’ (rig.) Zoli |

| Arbitro: | Pizzi (Saronno) |

|            |           |                              |
| Ruocco 74’ | Marcatori | 47’, 96’ Piccoli 114’ Tolloi |